# 夕日岳 (北海道)
夕日岳（ゆうひだけ）は北海道札幌市南区定山渓にある山。標高594メートル。
定山渓温泉の東に位置し、一番遅くまで夕日を受けるところから、朝日岳との対比で名づけられた。
登山道は定山渓神社の拝殿の横に入り口がある。途中の見晴らし台からは温泉街を見下ろすことができるが、山頂は木に囲まれていて展望は利かない。

## ギャラリー

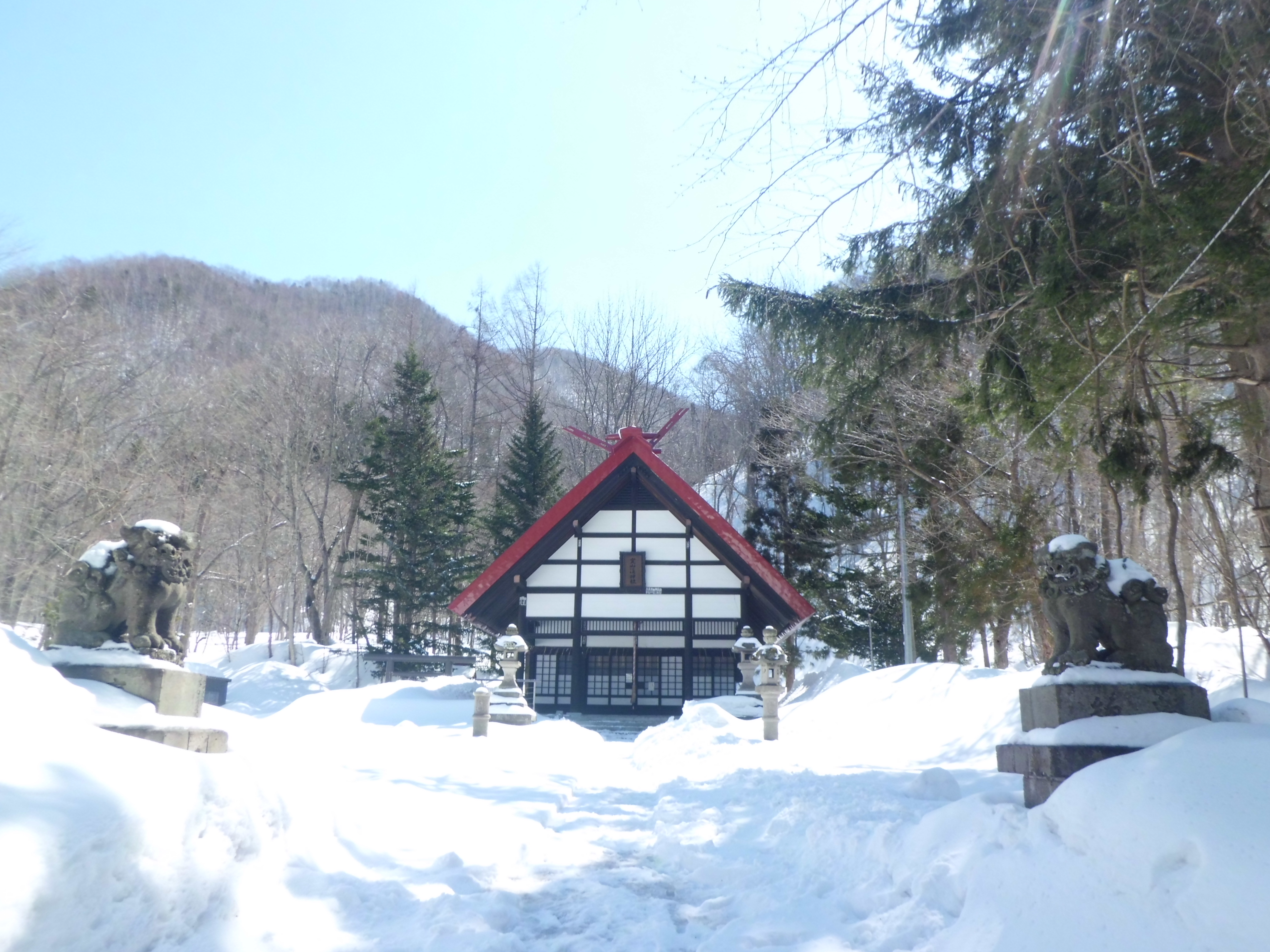
定山渓神社
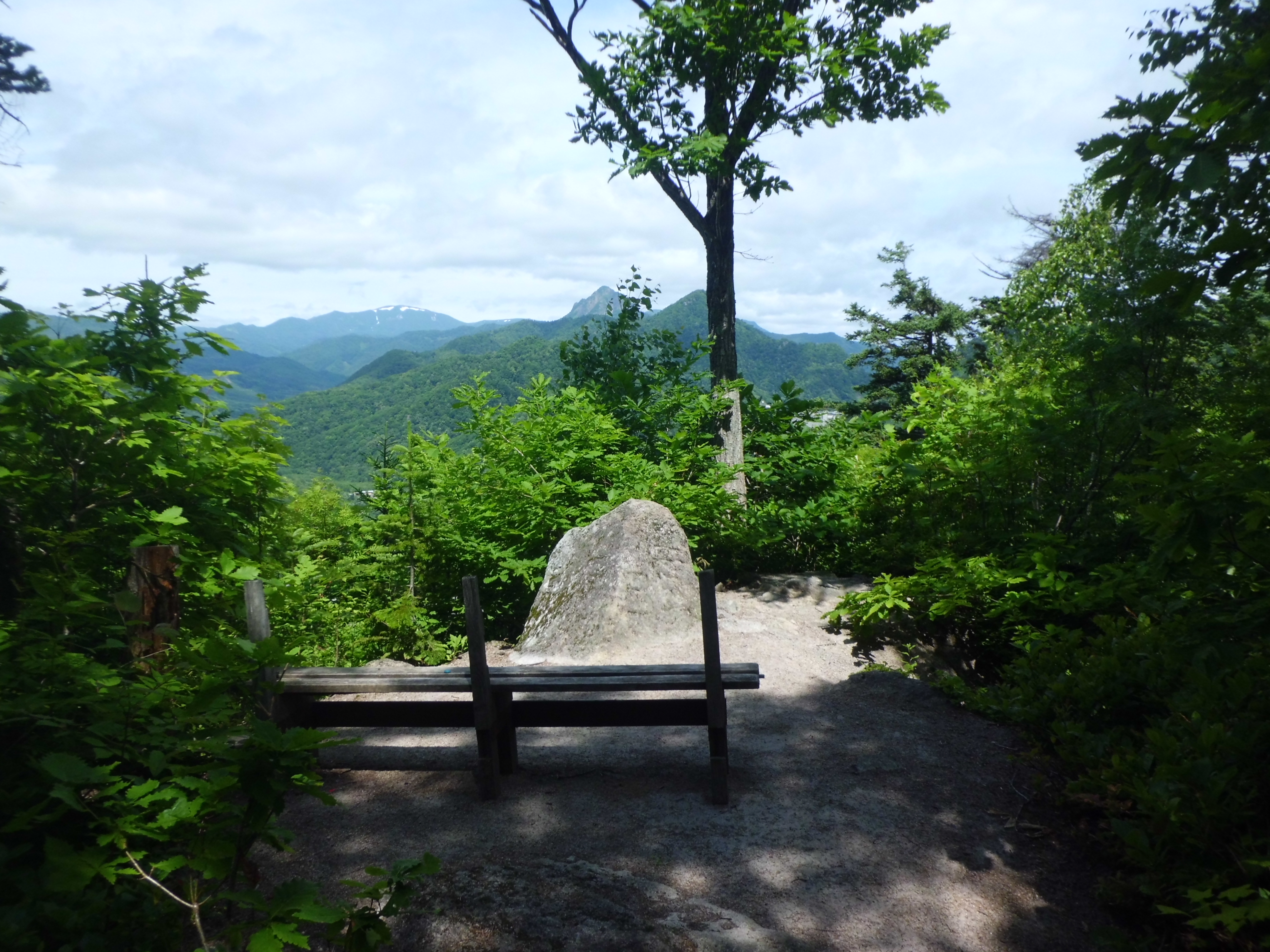
見晴らし台
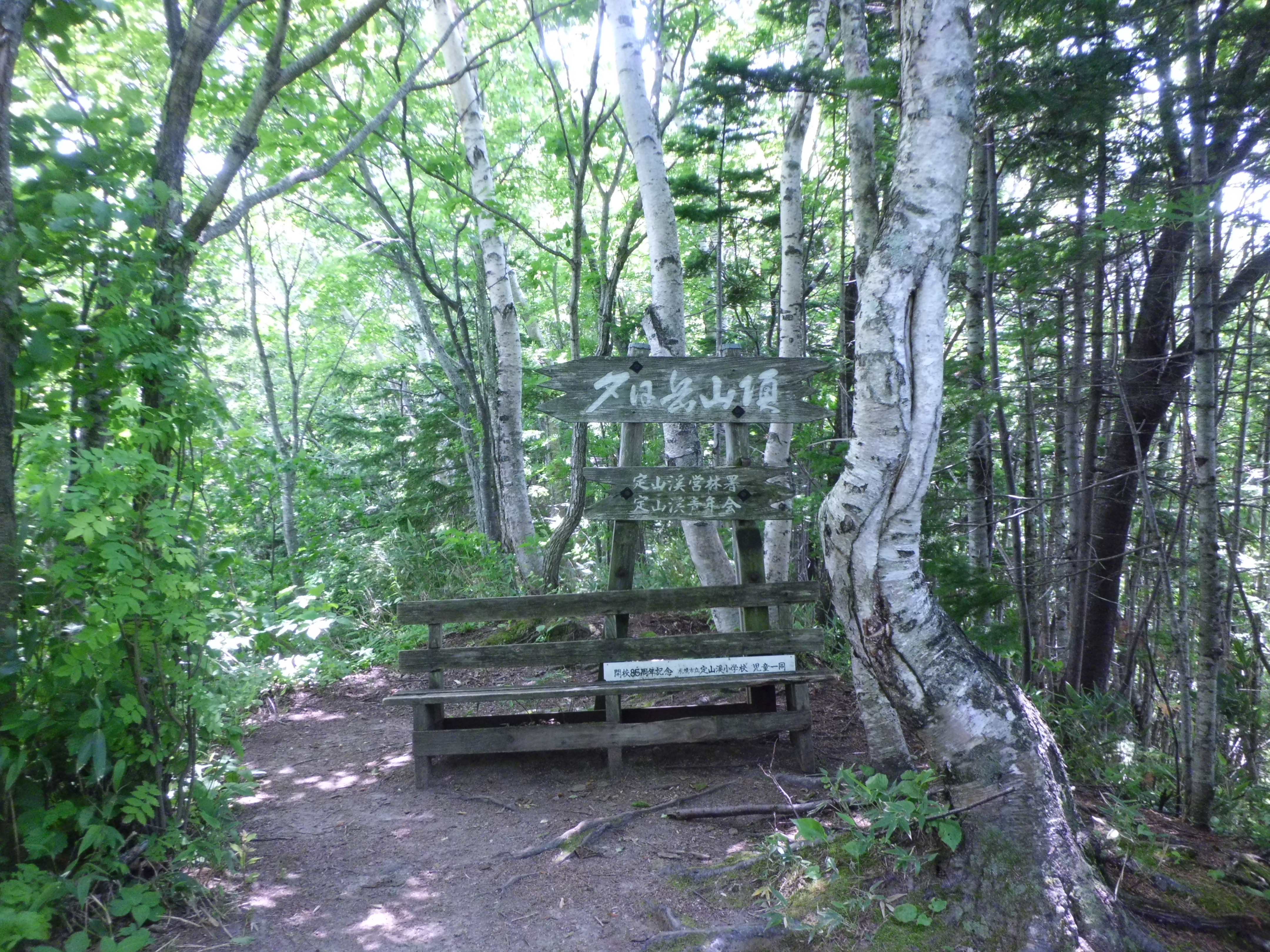
山頂